# Arthur Seyss-Inquart
Arthur Seyss-Inquart (Stannern, 22 luglio 1892 – Norimberga, 16 ottobre 1946) è stato un politico, avvocato e criminale di guerra austriaco.
Succeduto rapidamente nel 1938 a Kurt Alois von Schuschnigg in qualità di nuovo Cancelliere, con le istruzioni ricevute per telefono da Hermann Göring aprì le frontiere del paese alle truppe tedesche, permettendo l'Anschluss dell'Austria al Reich, del quale era sostenitore. Dal 1940 al 1945 ricoprì il ruolo di Reichskommissar dei Paesi Bassi e, per due giorni, fu anche Ministro degli Esteri del Reich. Fu condannato a morte al Processo di Norimberga nell'ottobre del 1946.

## Biografia

### Famiglia, studi, carriera militare
Era figlio di Emil Seyss-Inquart, un direttore di scuola, e della di lui moglie, di lingua madre tedesca, Auguste Hýrenbach. Nacque nel villaggio di Stannern, in Boemia, all'epoca parte dell'Impero austro-ungarico. Nel 1910 intraprese gli studi di giurisprudenza a Vienna, ma dovette sospenderli a causa dello scoppio della prima guerra mondiale. Infatti, nel luglio del 1914 venne reclutato dall'esercito imperiale nelle truppe da montagna, combattendo sul fronte orientale, prima in Russia (1914-1915) e nel 1916 in Romania. Dal 1917 combatté in Italia, meritando diverse decorazioni per il coraggio dimostrato. Fu anche ferito in combattimento, nel 1917. Terminata la guerra, nel 1921 si laureò in giurisprudenza ed iniziò ad esercitare l'avvocatura.

### Adesione al Fronte Patriottico e al Partito Nazista Austriaco
Seyss-Inquart era un profondo nazionalista e non accettò la sconfitta del suo paese nel 1918. Durante il periodo della Prima Repubblica austriaca (1918-1938) aderì alla Vaterländische Front (Fronte Patriottico), un movimento ultranazionalista di estrema destra (1920). Nel caotico periodo del primo dopoguerra si avvicinò sempre più ai circoli maggiormente reazionari di destra, appoggiando il cancelliere Engelbert Dollfuss che instaurò una dittatura di stampo fascista, nel 1933.
Nel 1931 entrò nel Partito Nazional Socialista Austriaco. Fu ministro del governo Dollfuß (1933-1934) ed appoggiò la cruenta repressione dell'insurrezione socialista di Vienna, tra il 12 ed il 15 febbraio 1934. Seyss-Inquart non aderì tuttavia al tentativo di colpo di Stato ordito dai nazisti austriaci, che costò la vita a Dollfuß, nel 1934; la congiura fallì, anche per il minaccioso intervento di Mussolini che era il protettore di Dollfuß, essendo l'Austria legata all'Italia da numerosi vincoli tra i quali i Protocolli di Roma, siglati il 17 marzo 1934 fra Italia, Austria e Ungheria.

### L'appoggio di Hitler e l'ascesa a ministro degli interni austriaco
L'iscrizione al Partito Nazional Socialista Austriaco non gli creò solide garanzie all'interno del partito medesimo, dove era visto come tiepido e poco zelante. Nel 1936 si accostò all'ala più radicale del partito, entrando nelle simpatie di Adolf Hitler, di cui divenne un assiduo frequentatore. Per tal motivo venne escluso dal governo del successore di Dollfuß, Kurt Alois von Schuschnigg, che fece condannare a morte i nazisti implicati nel putsch del 1934 e mise al bando il Partito Nazista Austriaco. Schuschnigg era fermamente intenzionato a difendere l'indipendenza dell'Austria.
La successiva carriera politica di Seyss-Inquart fu svolta tutta sotto la protezione diretta di Hitler, il che suscitò l'odio tra i nazisti austriaci e tra gli alti gerarchi nazisti tedeschi, in primis Himmler. Dopo il tragico colloquio del Berghof dove Hitler, fermamente intenzionato a rendere l'Austria uno Stato satellite della Germania, impose a Schuschnigg di legalizzare nuovamente il Partito Nazista Austriaco e di ammettere i nazisti nei dicasteri chiave del governo, Seyss-Inquart divenne l'esponente di riferimento della politica hitleriana in Austria.
Nelle pretese del dittatore tedesco, infatti, Seyss-Inquart sarebbe dovuto diventare il Ministro degli Interni. Constatato che Mussolini, ormai divenuto alleato di Hitler, aveva lasciato cadere la protezione dell'Austria quale stato cuscinetto tra l'Italia e la Germania, piegandosi al diktat di Hitler, Schuschnigg, pur disprezzandolo (lo soprannominò Il traditore dell'Austria), nominò Seyss-Inquart nella funzione di Ministro degli Interni (16 febbraio 1938).

### L'Anschluss
Schuschnigg tentò l'ultima carta per impedire l'Anschluss, cercando l'appoggio di Francia e Regno Unito, ma invano. Inoltre, cercò di indire un referendum popolare sulla questione. Hitler, furibondo, inviò un ultimatum a Schuschnigg, dove si chiedevano le sue dimissioni dalla carica di cancelliere e la sua sostituzione con Seyss-Inquart, pena l'invasione militare dell'Austria. Schuschnigg si piegò e, nella notte tra l'11 e il 12 marzo 1938, Seyss-Inquart divenne Cancelliere dell'Austria per un giorno appena: il suo primo ed ultimo atto da cancelliere austriaco fu quello di invitare la Wehrmacht ad invadere l'Austria e ad indire un plebiscito per confermare l'annessione del paese alla Germania nazista.

### Reichsstatthalter dell'Ostmark
A seguito dell'invasione tedesca, il 13 marzo 1938, Seyss-Inquart divenne SS-Gruppenführer onorario e Commissario (Reichsstatthalter) dell'Ostmark, denominazione assunta dall'Austria sotto il regime nazista, tra il 1938 ed il 1945.

### Vicegovernatore della Polonia

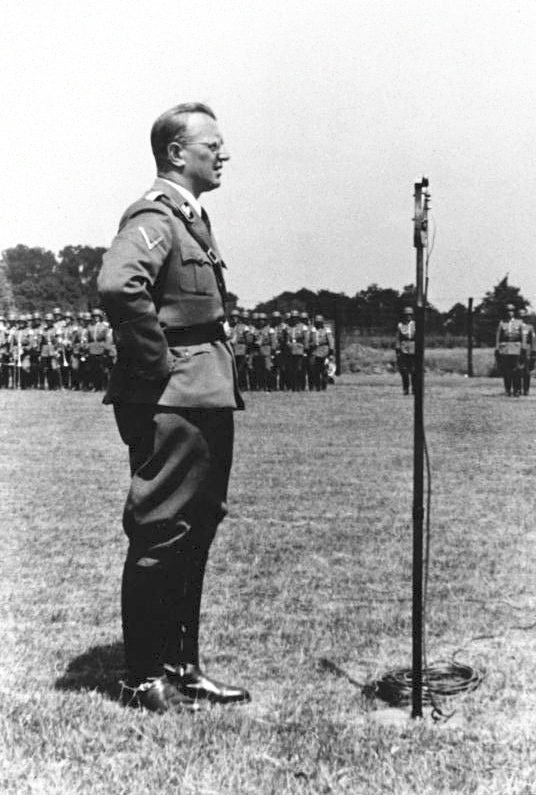
Seyss-Inquart durante un discorso alle forze di polizia a L'Aia (1940).

Nell'ottobre 1939 divenne Ministro senza portafoglio e Vicegovernatore della Polonia occupata, ai diretti ordini del governatore Hans Frank. In Polonia, da fervente antisemita qual era, creò nel distretto di Lublino, un territorio speciale per la concentrazione degli ebrei polacchi e tedeschi.

### Reichskommissar dei Paesi Bassi
La resa dei Paesi Bassi ai nazisti, il 15 maggio 1940, comportò la creazione di uno stato fantoccio con a capo Seyss-Inquart, che divenne Reichskommissar dei Paesi Bassi il 19 maggio 1940, carica che ricoprì ininterrottamente fino alla liberazione del paese da parte degli Alleati l'8 maggio 1945. Hitler considerava gli olandesi come appartenenti all'Heimat, alla medesima stirpe dei tedeschi, e pertanto Seyss-Inquart ricevette l'incarico di armonizzare i rapporti tra occupanti ed occupati, ma fallì nell'incarico, essendo gli olandesi contrari all'antisemitismo ed all'occupazione militare.
Non soltanto non decollò il progetto di creare un Partito Nazional Socialista Olandese, ma anche le retate contro gli ebrei olandesi, a partire dal 1941, provocarono una dura reazione popolare, che si tradusse in una serie di scioperi e sabotaggi e in una mancata collaborazione con i nazisti. Conseguenza delle politiche antisemite di Seyss-Inquart nei Paesi Bassi vi fu l'assassinio nei lager di circa 102.000 persone, tra cui le più note al grande pubblico sono la bambina Anna Frank, autrice del famoso diario; la giovane intellettuale Etty Hillesum; la filosofa di Breslavia Edith Stein, convertita al cattolicesimo e divenuta suora carmelitana, rifugiatasi presso il convento di Echt.

### Al processo di Norimberga
Nel 1944 tentò d'intavolare sotterranee trattative con gli Alleati, che tuttavia rifiutarono di dar seguito alla cosa. Nominato ministro degli esteri nel governo dell'ammiraglio Dönitz, nel maggio 1945, al crollo della Germania nazista, mentre cercava di recarsi a Flensburgo, venne fatto prigioniero nei pressi di Amburgo da alcuni soldati britannici. Venne trasferito al campo Ashcan e poi deferito al tribunale di Norimberga (1945-1946), dove fu ritenuto colpevole per i capi d'accusa di guerra di aggressione, crimini di guerra e crimini contro l'umanità, e condannato all'impiccagione.
Durante il periodo di detenzione a Norimberga, lo psicologo Gustave Gilbert, membro dell'esercito statunitense, esaminò i prigionieri inquisiti per crimini di guerra, sottoponendoli, fra gli altri esami, ad una versione tedesca del Wechsler-Bellevue Intelligence Scale: Seyss-Inquart risultò aver totalizzato il secondo punteggio più alto fra tutti, con 141 punti, dopo l'economista Hjalmar Schacht.
Fu l'ultimo a salire sul patibolo la mattina del 16 ottobre, e le sue ultime parole furono: Spero che la mia esecuzione sia l'ultimo atto della tragedia della seconda guerra mondiale e che il mondo impari da questa guerra come la pace e la comprensione debbano esistere fra i popoli. Credo nella Germania. Dopo l'esecuzione, il corpo del gerarca venne cremato nel Cimitero Est di Monaco di Baviera e le ceneri, insieme alle ceneri di altri 10 imputati, vennero sparse nel Wenzbach, un affluente del fiume Isar, nella medesima città.

## Querelle sul cognome
Alcune fonti sostengono l'ipotesi che il cognome originario paterno fosse Zajtich, di origine slava, cambiato in Seyss-Inquart nel 1907, quando la famiglia si trasferì a Vienna. Contro questa ipotesi, che non compare nella letteratura tedesca sull'argomento né in fonti primarie, risulta un documento scolastico dell'Assemblea Generale della Scuola morava, risalente al 4 novembre 1900, il cui autore è il preside Emil Seyss.